# Jean Béraud
Jean Béraud (São Petersburgo, 12 de janeiro de 1849 - Paris, 4 de outubro de 1935) foi um pintor impressionista francês, conhecido por seus diversos quadros retratando a noite parisiense e da alta sociedade. Inúmeros quadros da Champs Elysees, cafés, Montmartre, com detalhados retratos do cotidiano de Paris durante a era conhecida como "Belle Époque".

## Vida pessoal
Nascido em São Petersburgo, em 1849, seu pai, também chamado Jean, foi escultor e provavelmente trabalhador na Catedral de Santo Isaac na mesma época do nascimento do filho. Sua mãe era Geneviève Eugénie Jacquin. Com a morte de seu pai, Jean e sua mãe se mudaram para Paris, onde começou a estudar para ser advogado até a ocupação de Paris durante a Guerra Franco-Prussiana, em 1870.
Ele logo se tornaria amigo de Léon Bonnat. Participou no Salão pela primeira vez em 1872. Mesmo assim, somente conheceu o sucesso em 1876, graças ao quadro On the Way Back from the Funeral. Pintou diversas cenas parisienses durante a Belle Époque. Recebeu a comenda da Légion d'honneur no ano de 1894.
No final do século XIX, Jean dedicou-se menos à piintura, mesmo trabalhando em vários comitês organizadores de exposições, incluindo o Salon de la Société Nationale.

## Morte
Jean nunca se casou ou teve filhos. Ele morreu em Paris em 4 de outubro de 1935 e foi enterrado no Cemitério de Montparnasse, ao lado da mãe.

## Galeria

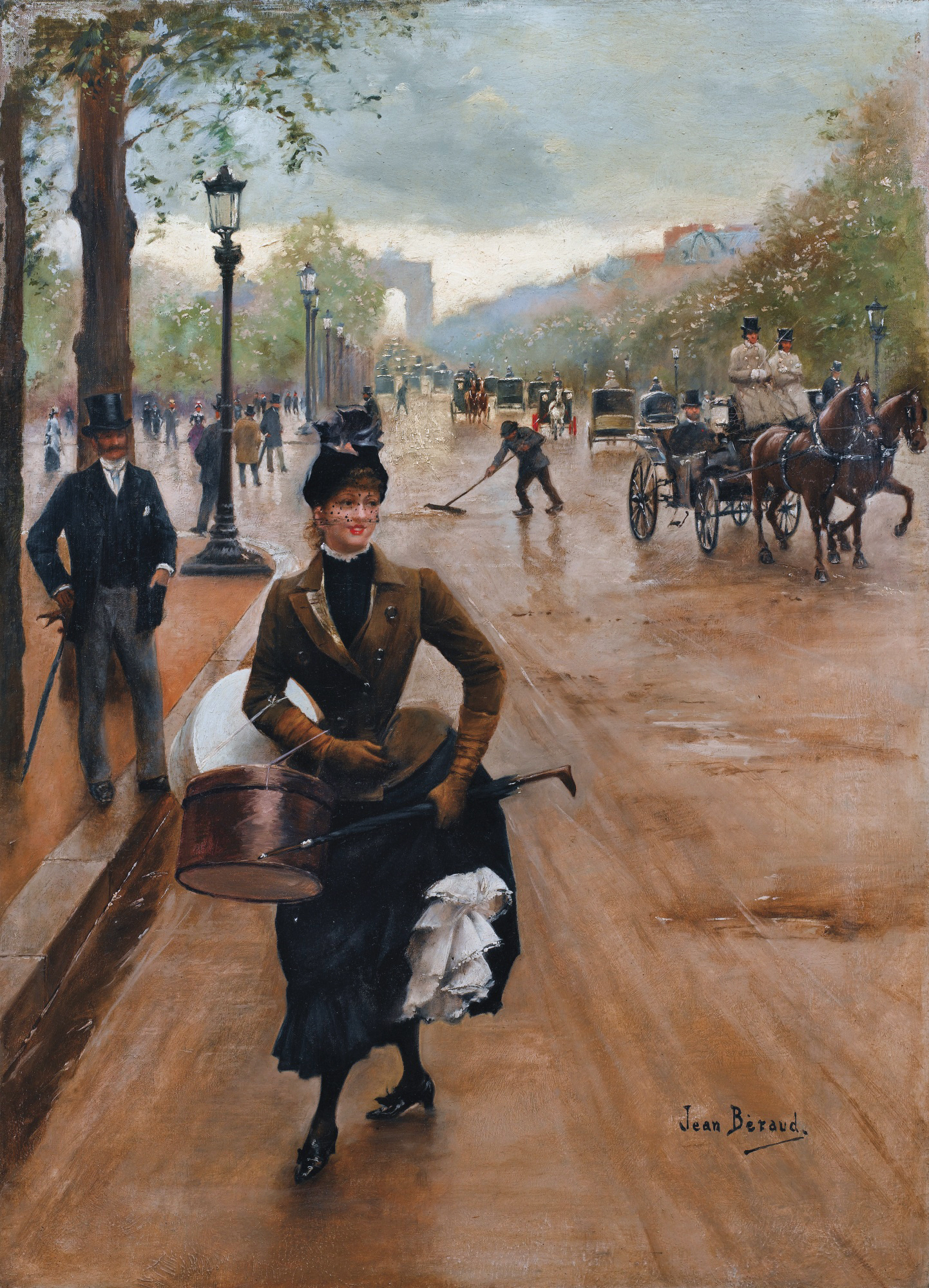
The Milliner on the Champs Elysées, óleo sobre tela
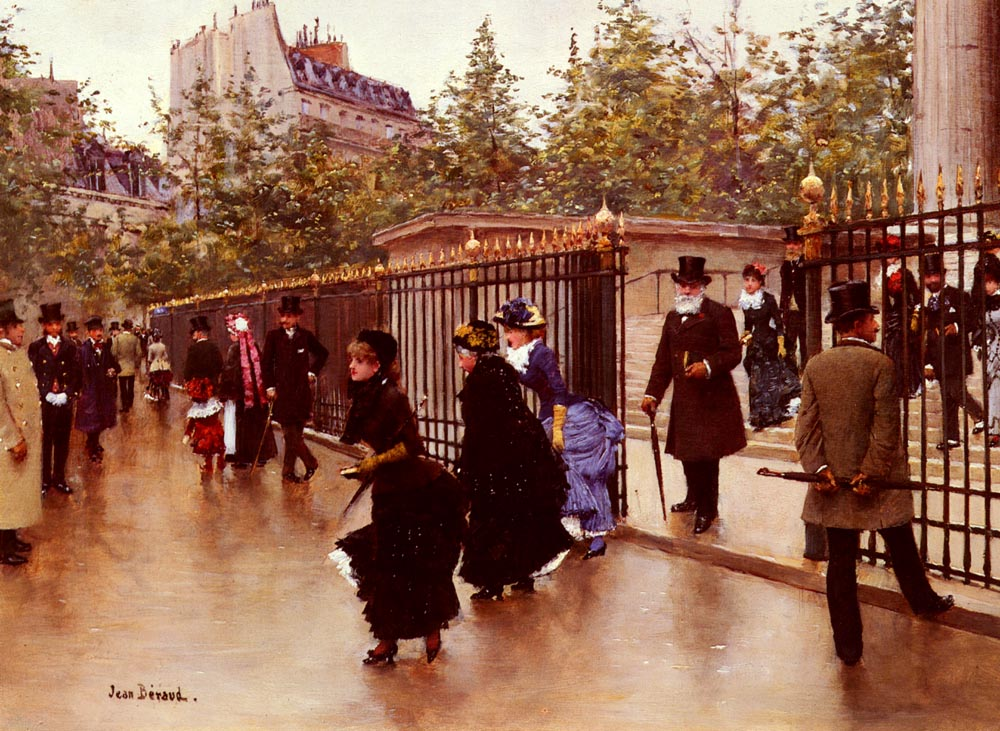
Sortant De La Madeleine, Paris, óleo sobre tela
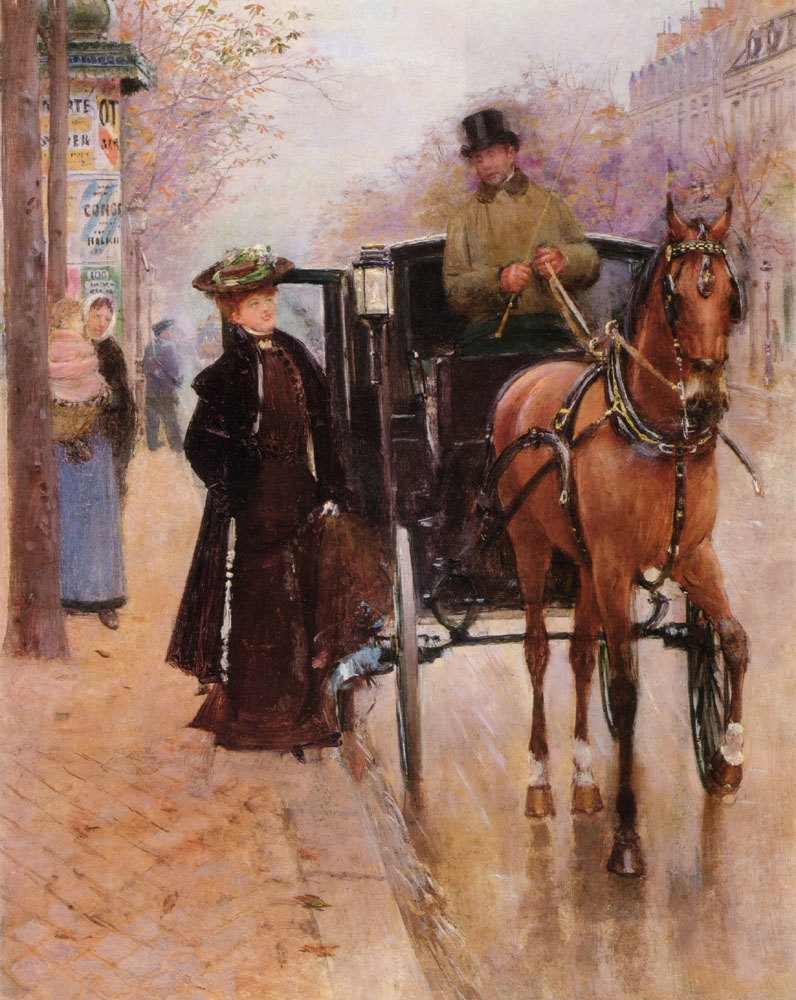
Home, Driver, óleo sobre tela
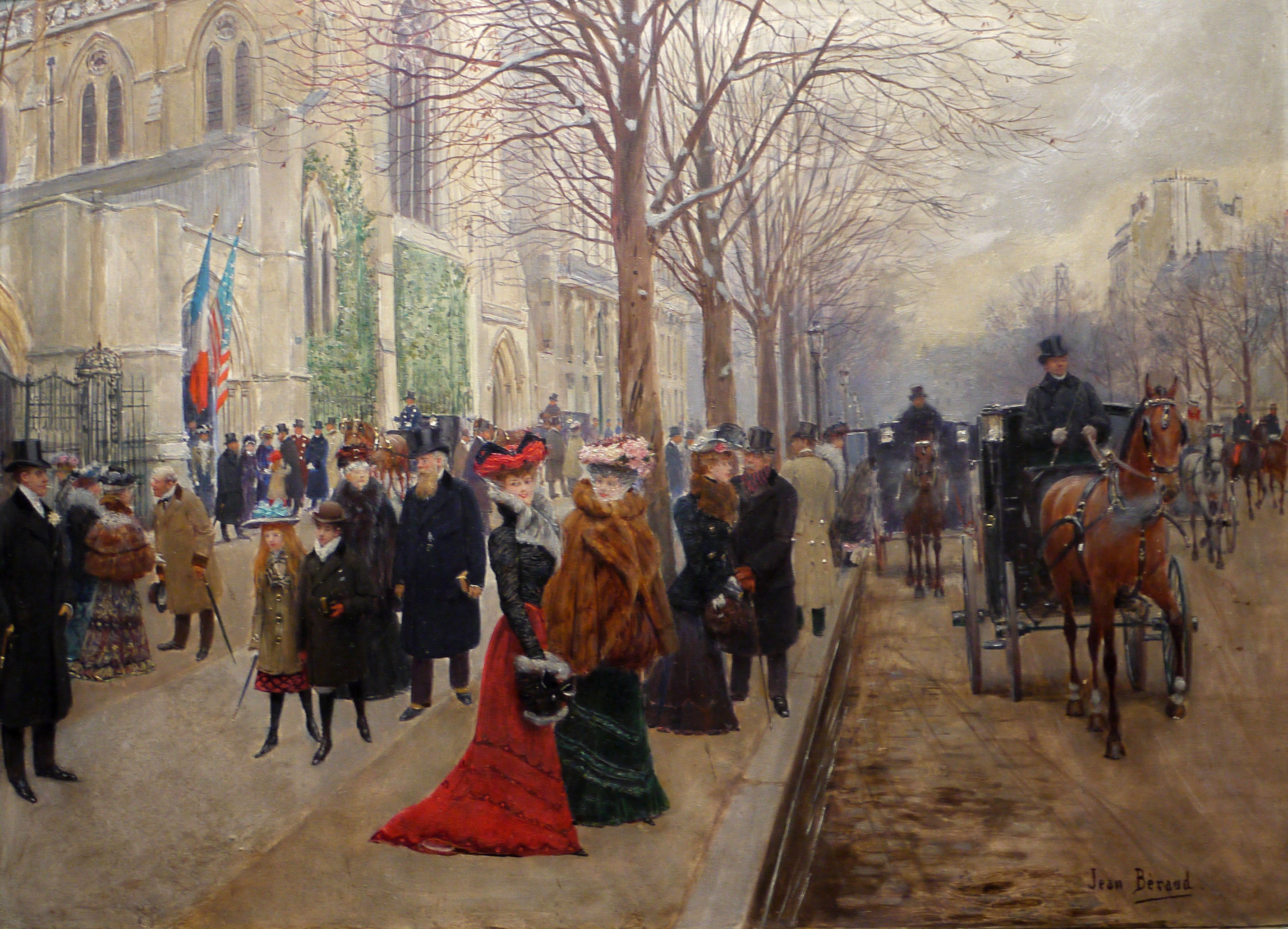
l'Église de la Sainte-Trinité, óleo sobre tela
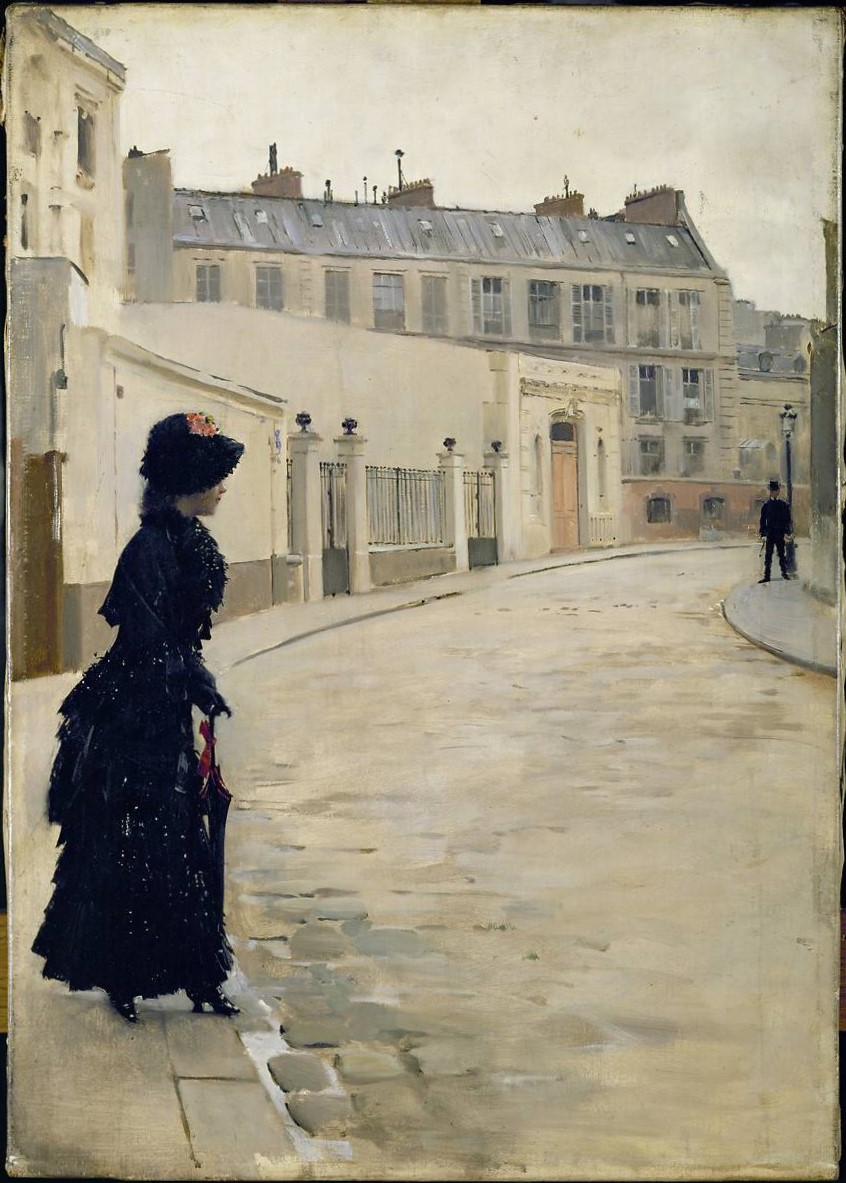
L'Attente, óleo sobre tela
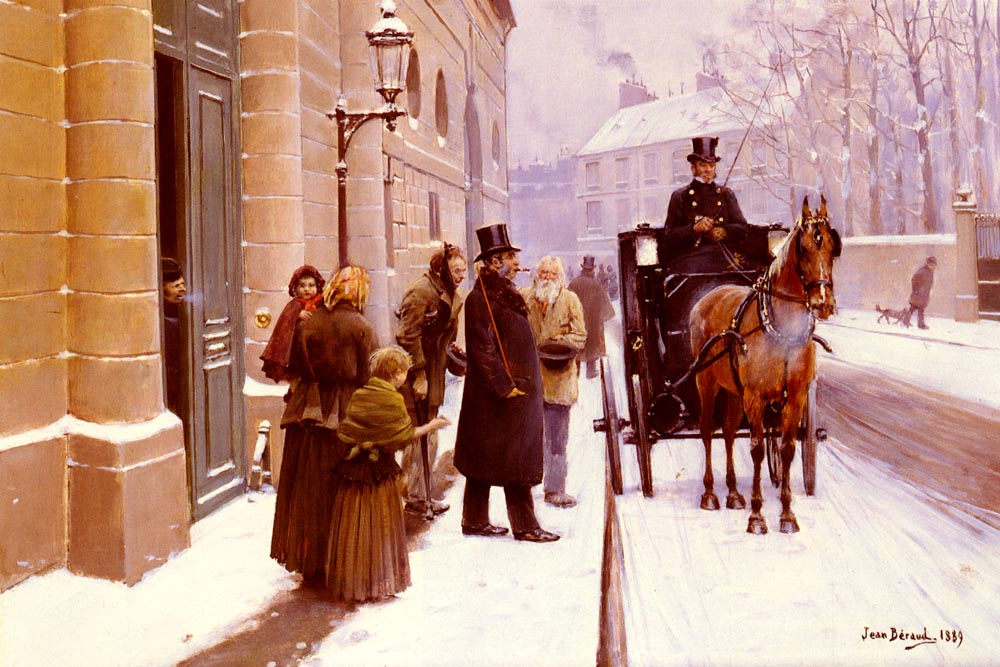
La Sortie du bourgeois, óleo sobre tela
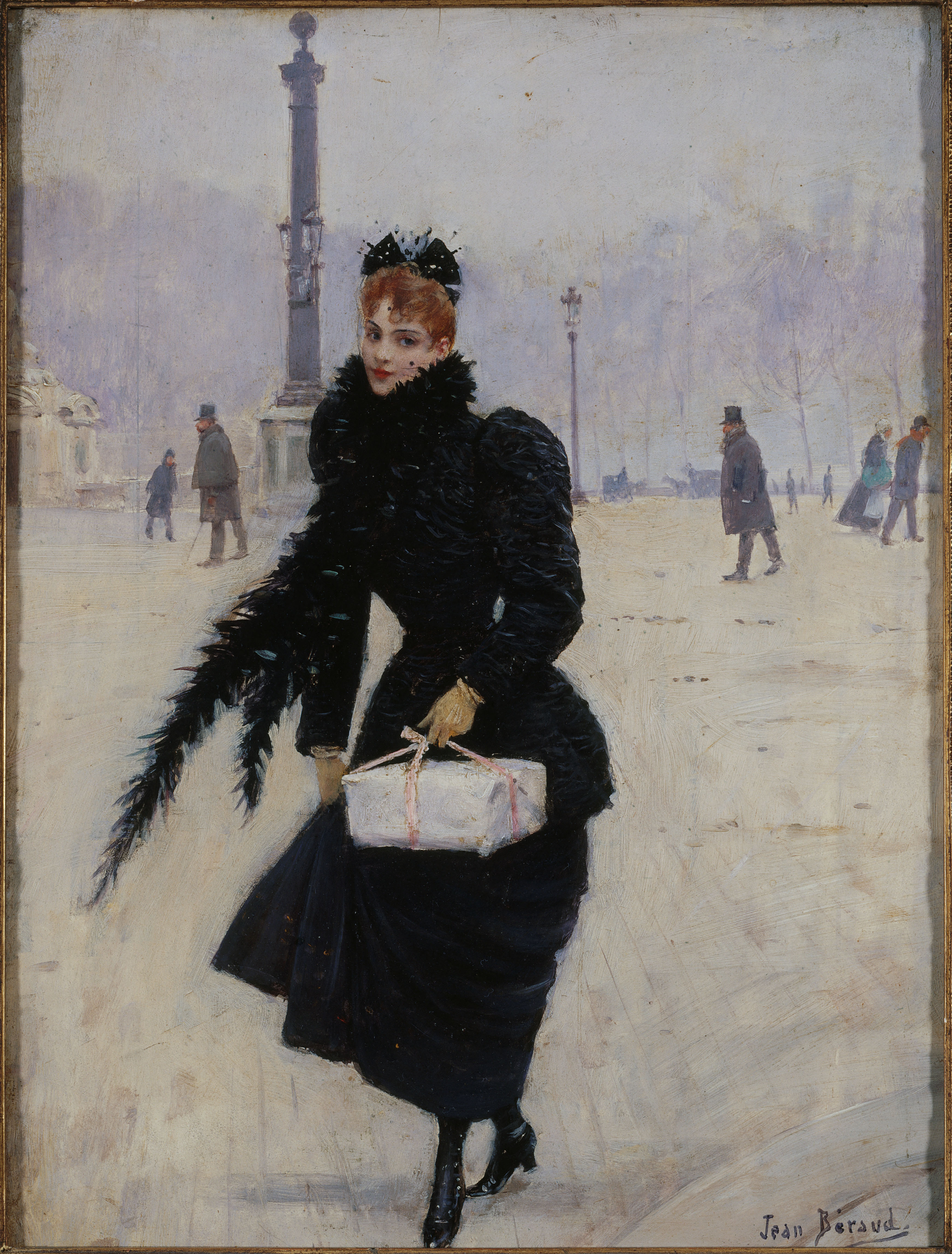
Parisienne place de la Concorde, óleo sobre tela
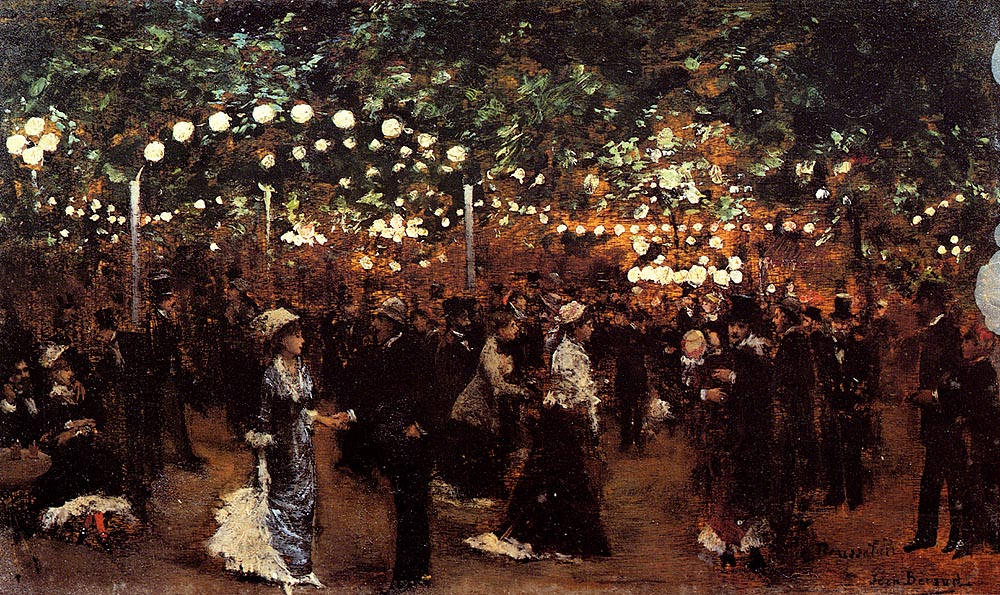
Le Bal Mabile, óleo sobre tela